# Anton Kink

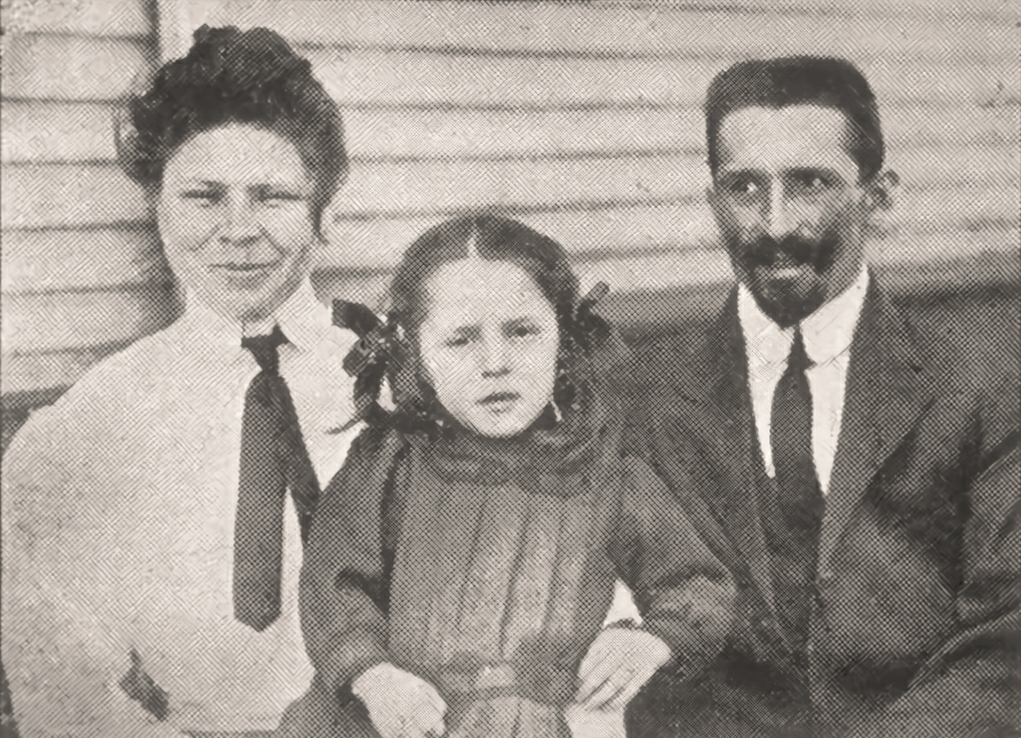
Anton Kink (der), fotografiado junto a su esposa, Luise Kink-Heilmann (izq) y su hija, Louise Gretchen Kink (centro)

Anton Kink (7 de marzo de 1883-8 de abril de 1959) fue un pasajero austríaco de tercera clase a bordo del RMS Titanic, que sobrevivió, junto a su esposa y su hija, al hundimiento del transatlántico saltando al bote salvavidas 2.

## Biografía
Anton Kink-Heilmann nació el 7 de marzo de 1883 en Mahrensdorf, Estiria, Austria. Se trasladó a Suiza en 1906 para vivir y trabajar allí. El 5 de mayo de 1908 se casó con Louise Heilmann (1886-1979) de Enzberg, Alemania. Un mes antes del enlace, ella había dado a luz a su hija Louise Kink (1908-1992). Anton trabajaba como tendero. La pareja vivía en Zúrich y con ellos, los hermanos solteros de Anton, Maria y Vinzenz Kink.
El 10 de abril de 1912 la familia subió al Titanic en Southampton, Inglaterra como pasajeros de tercera clase. Emigraban a Milwaukee, Wisconsin donde ya vivían algunos familiares en la comunidad de inmigrantes germánicos que allí se había formado. Anton y su hermano Vinzenz ocuparon la cabina 58 en la sección E de la cubierta F, junto con Albert Wirz, Joseph Arnold, Leo Zimmerman y Wenzel Linhart.
La noche del 14 de abril, Anton se despertó de repente al notar el impacto. Su hermano Vinzenz salió corriendo del camarote y él lo siguió hasta la cubierta, donde vieron el iceberg. Al regresar al camarote, se vistieron, empacaron y se pusieron los chalecos salvavidas al ver agua entrando por el piso. Fueron hasta los camarotes de las mujeres, las despertaron e informaron de lo sucedido. Anton buscó un salvavidas para su esposa. El grupo subió hacia la cubierta de botes entre la creciente multitud, donde perdieron a Vinzenz y Maria. Su esposa e hija fueron subidas al bote salvavidas 2, pero a él le impidieron pasar siguiendo a rajatabla la orden "mujeres y niños primero". Con el bote empezando a ser arriado y su mujer e hija llamándole a gritos, Anton se escabulló y saltó al bote. El bote 2 con los Kink a bordo fue el primero rescatado por el RMS Carpathia, hacia las 4:10 horas del 15 de abril. Anton Kink lo había perdido todo, excepto algunos cigarrillos suizos baratos. Sus hermanos perecieron en el hundimiento.
En Nueva York, la familia pasó cuatro días en el hospital Saint Vincent. El tío de Anton, Alois Hofer, desde Milwaukee les envió el dinero para los billetes de tren hasta allí. A su llegada, Anton tuvo una recaída y estuvo enfermo. Dio una entrevista al Milwaukee Journal publicada el 24 de abril de 1912:

"Un marinero tomó a mi hija y la entregó a uno de ellos. Los marineros también ayudaron a mi esposa. Me tocaron en el hombro y me pidieron que retrocediera, por lo que mi esposa e hija lloraron a pleno pulmón porque me dejaron atrás. Me agaché, atravesé entre los que estaban parados y salté al bote cuando lo estaban bajando."

El 3 de junio de 1912 recibió de la Oficina de Inmigración suiza 2.217 francos suizos del seguro por sus equipajes y billetes perdidos y por su hermano y hermana muertos, del fondo del Lord Mayor recibió 30 libras por su hermano muerto, la Cruz Roja Americana le dio 500 dólares y otros fondos recaudados para las víctimas le entregaron 250 dólares.
Anton Kink trabajó en una fábrica y cuando reunió el dinero suficiente alquiló una granja. En 1919 se divorció de su esposa y regresó a su tierra natal, Graz, Austria. Allí se volvió a casar en 1920 con Josefa Stranzel, de 22 años. El 21 de junio de 1921 nació su único hijo, Fritz. Hasta 1924 regentaron una tienda de comestibles. Después decidieron emigrar a Brasil. Los tres enfermaron y al final perdieron todo su dinero en malas inversiones. En 1939 regresaron a Graz, donde Anton Kink murió en 1959. Su viuda falleció el 9 de enero de 1984 y su hijo Fritz el 18 de febrero de 1985.